# Simning vid världsmästerskapen i simsport 2022 – Damernas 4 × 200 meter frisim
Damernas 4 × 200 meter frisim vid världsmästerskapen i simsport 2022 avgjordes den 22 juni 2022 i Donau Arena i Budapest i Ungern.
Guldet togs av USA:s kapplag på tiden 7.41,45, vilket blev ett nytt mästerskapsrekord. Silvret togs av Australien på tiden 7.43,86 och bronset till Kanada på tiden 7.44,76.

## Rekord
Inför tävlingens start fanns följande världs- och mästerskapsrekord:
|                   | Nation     | Tid     | Ort               | Datum        |
| ----------------- | ---------- | ------- | ----------------- | ------------ |
| Världsrekord      | Kina       | 7.40,33 | Tokyo, Japan      | 29 juli 2021 |
| Mästerskapsrekord | Australien | 7.41,50 | Gwangju, Sydkorea | 25 juli 2019 |

Följande rekord slogs under tävlingen:
| Datum   | Omgång | Nation | Tid     | Rekord |
| ------- | ------ | ------ | ------- | ------ |
| 22 juni | Final  | USA    | 7.41,45 | 0MR0   |

## Resultat

### Försöksheat
Försöksheaten startade klockan 10:11.
| Placering | Heat | Bana | Nation         | Simmare | Tid     | Noteringar |
| --------- | ---- | ---- | -------------- | --- | ------- | ---------- |
| 1         | 2    | 5    | Australien     | Leah Neale (1.57,03) Lani Pallister (1.56,86) Brianna Throssell (1.57,23) Kiah Melverton (1.56,49)                  | 7.47,61 | 0Q0        |
| 2         | 2    | 4    | Kina           | Li Bingjie (1.57,55) Lao Lihui (1.56,91) Ge Chutong (1.57,92) Ai Yanhan (1.56,70)                                   | 7.49,08 | 0Q0        |
| 3         | 1    | 4    | USA            | Alexandra Walsh (1.57,94) Claire Weinstein (1.58,35) Hali Flickinger (1.57,05) Bella Sims (1.55,91)                 | 7.49,25 | 0Q0        |
| 4         | 1    | 5    | Kanada         | Mary-Sophie Harvey (1.57,94) Katerine Savard (1.58,41) Rebecca Smith (1.59,03) Taylor Ruck (1.58,21)                | 7.53,59 | 0Q0        |
| 5         | 1    | 3    | Ungern         | Zsuzsanna Jakabos (2.00,25) Nikolett Pádár (1.57,48) Ajna Késely (1.59,37) Dóra Molnár (1.59,42)                    | 7.56,52 | 0Q0        |
| 6         | 1    | 6    | Brasilien      | Stephanie Balduccini (1.58,64) Giovanna Diamante (1.59,57) Aline Rodrigues (2.00,31) Maria Paula Heitmann (1.59,41) | 7.57,93 | 0Q0        |
| 7         | 2    | 6    | Japan          | Momoka Yoshii (2.01,50) Miyu Namba (1.57,31) Aoi Masuda (1.59,97) Waka Kobori (1.59,89)                             | 7.58,67 | 0Q0        |
| 8         | 2    | 3    | Storbritannien | Freya Anderson (1.59,96) Medi Harris (2.01,91) Freya Colbert (1.59,24) Lucy Hope (1.58,76)                          | 7.59,87 | 0Q0, WD    |
| 9         | 1    | 2    | Nya Zeeland    | Erika Fairweather (1.58,88) Eve Thomas (2.00,00) Caitlin Deans (2.03,42) Laura Littlejohn (2.02,57)                 | 8.04,87 | 0Q0        |
| 10        | 2    | 7    | Österrike      | Marlene Kahler (2.01,28) Cornelia Pammer (2.02,23) Lena Kreundl (2.01,16) Lena Opatril (2.03,18)                    | 8.07,85 |            |
| 11        | 2    | 2    | Israel         | Lea Polonsky (2.02,62) Anastasia Gorbenko (1.59,88) Aviv Barzelay (2.04,50) Daria Golovaty (2.01,20)                | 8.08,20 |            |
| 12        | 1    | 7    | Sydkorea       | Kim Seo-yeong (1.59,65) Jung Hyun-young (2.04,39) Hur Yeon-kyung (2.06,41) Jo Hyun-ju (2.02,55)                     | 8.13,00 |            |

### Final
Finalen startade klockan 19:50.
| Placering | Bana | Nation      | Simmare | Tid     | Noteringar |
| --------- | ---- | ----------- | --- | ------- | ---------- |
| 1         | 3    | USA         | Claire Weinstein (1.56,71) Leah Smith (1.56,47) Katie Ledecky (1.53,67) Bella Sims (1.54,60)                        | 7.41,45 | 0MR0       |
| 2         | 4    | Australien  | Madison Wilson (1.56,74) Leah Neale (1.55,27) Kiah Melverton (1.55,91) Mollie O'Callaghan (1.55,94)                 | 7.43,86 |            |
| 3         | 6    | Kanada      | Summer McIntosh (1.54,79) 0VRJ0 Kayla Sanchez (1.57,39) Taylor Ruck (1.56,75) Penny Oleksiak (1.55,83)              | 7.44,76 |            |
| 4         | 5    | Kina        | Tang Muhan (1.58,10) Li Bingjie (1.56,67) Ai Yanhan (1.56,77) Yang Junxuan (1.54,18)                                | 7.45,72 |            |
| 5         | 2    | Ungern      | Nikolett Pádár (1.58,01) Dóra Molnár (1.59,76) Ajna Késely (1.59,69) Boglárka Kapás (2.00,44)                       | 7.57,90 |            |
| 6         | 7    | Brasilien   | Stephanie Balduccini (1.59,00) Giovanna Diamante (1.59,37) Aline Rodrigues (2.00,43) Maria Paula Heitmann (1.59,58) | 7.58,38 |            |
| 7         | 8    | Nya Zeeland | Erika Fairweather (1.58,24) Eve Thomas (1.59,17) Caitlin Deans (2.01,57) Laura Littlejohn (2.00,10)                 | 7.59,08 |            |
| 8         | 1    | Japan       | Momoka Yoshii (2.01,67) Miyu Namba (1.58,52) Aoi Masuda (1.59,70) Waka Kobori (2.00,14)                             | 8.00,03 |            |